# یانگ تسونگ-هوآ
 یانگ تسونگ-هوآ (چینی: 楊宗樺؛ زادهٔ ۲۹ مارس ۱۹۹۱) یک تنیس‌باز اهل تایوان است.